# Hyla chinensis
Hyla chinensis là một loài ếch thuộc họ Nhái bén.
Loài này có ở Trung Quốc và Đài Loan.
Môi trường sống tự nhiên của chúng là rừng ẩm vùng đất thấp nhiệt đới hoặc cận nhiệt đới, đầm nước ngọt, đầm nước ngọt có nước theo mùa, đất canh tác, và đất có tưới tiêu.
Chúng hiện đang bị đe dọa vì mất môi trường sống.